# Porcelaine
Pour les articles homonymes, voir Porcelaine (homonymie).

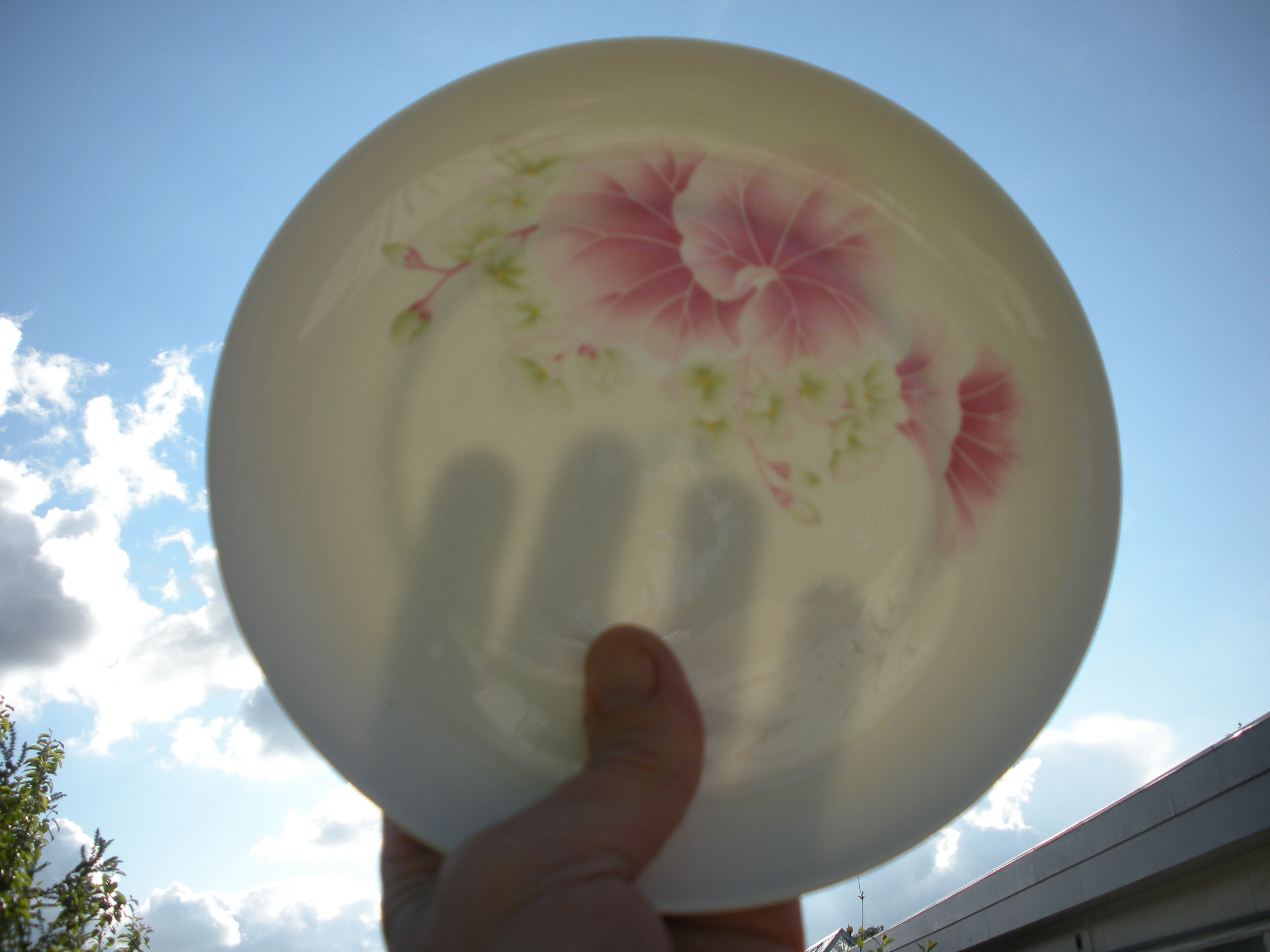
La porcelaine est caractérisée par sa finesse et sa transparence après cuisson.

La porcelaine est une céramique fine et translucide qui, si elle est produite à partir du kaolin par cuisson à plus de 1 200 °C, prend le nom plus précis de porcelaine dure. Elle est majoritairement utilisée dans les arts de la table. Les techniques de fabrication de la porcelaine atteignent leur perfection en Chine au XIIe siècle, en Allemagne au XVIIIe siècle et en France, à Limoges, au XIXe siècle.

## Dénominations et étymologie
Si les Britanniques utilisent les termes China ou Bone china pour désigner respectivement la porcelaine dure et une porcelaine plus tendre répandue au Royaume-Uni, cette céramique est baptisée porcellana par les Italiens qui la rapportent de Chine au XVe siècle.
Elle est nommée ainsi en référence à l'apparence des coquillages de type Cypraea dont ils la croyaient extraite.

## Historique
La plus ancienne porcelaine chinoise vue en Europe est un vase haut de 12 cm datant de la fin du XIIIe siècle ou du début du XIVe siècle conservé au Trésor de la basilique Saint-Marc de Venise. On l'appelle le vase Marco Polo, quoiqu'il ne soit pas sûr, mais pas impossible, qu'il ait été rapporté de Chine par l'un des Polo.
Après de long débats scientifiques, les experts de la céramique chinoise considèrent aujourd'hui que c'est sous la dynastie des Han de l'est (entre -206 et 220 apr. J.-C.) que sont apparues les toutes premières porcelaines véritables. Pour arriver à cette conclusion, ils ont mis au point une batterie de critères faisant intervenir la température de cuisson (1 260 à 1 300 °C), la proportion de kaolin (30 % à 60 %), le taux d'oxyde de fer (moins de 1,7 %), le taux de porosité (0,6 %), le taux d'absorption (0,3 %), l'aspect translucide (jusqu'à 5 à 8 mm), ou encore la résonance au choc.
La conduite de la cuisson jusqu'à 1 200 °C environ et les poteries blanches vitrifiées utilisant des pâtes principalement composées de kaolin existent donc en Chine depuis le IIIe siècle au moins, même si à cette époque la très grande majorité des céramiques étaient en fait de simples poteries ou, au mieux, des grès. Cette découverte très ancienne de la porcelaine a été une réussite technique dans le domaine de la céramique, même s'il a fallu attendre les XVIIe et XVIIIe siècles pour voir affluer en Europe des porcelaines « coquilles d'œuf » dont la minceur des parois mettait en valeur le caractère translucide.

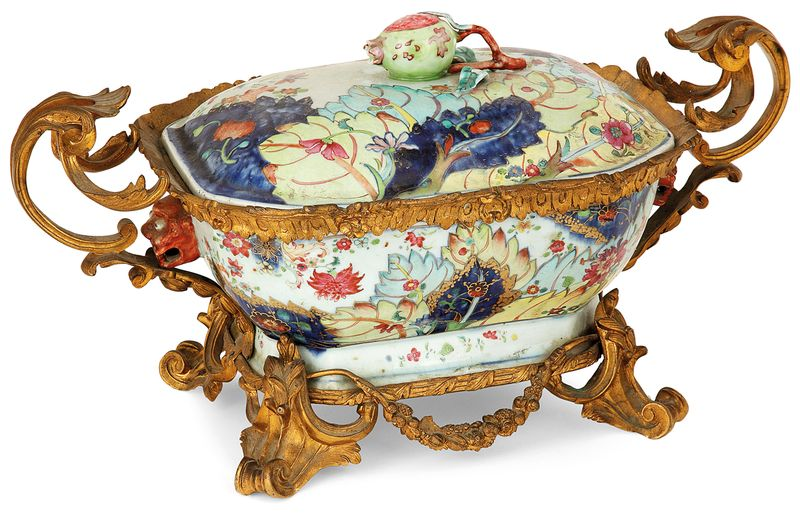
Terrine rectangulaire en porcelaine du règne de Qianlong (1735 - 1796)
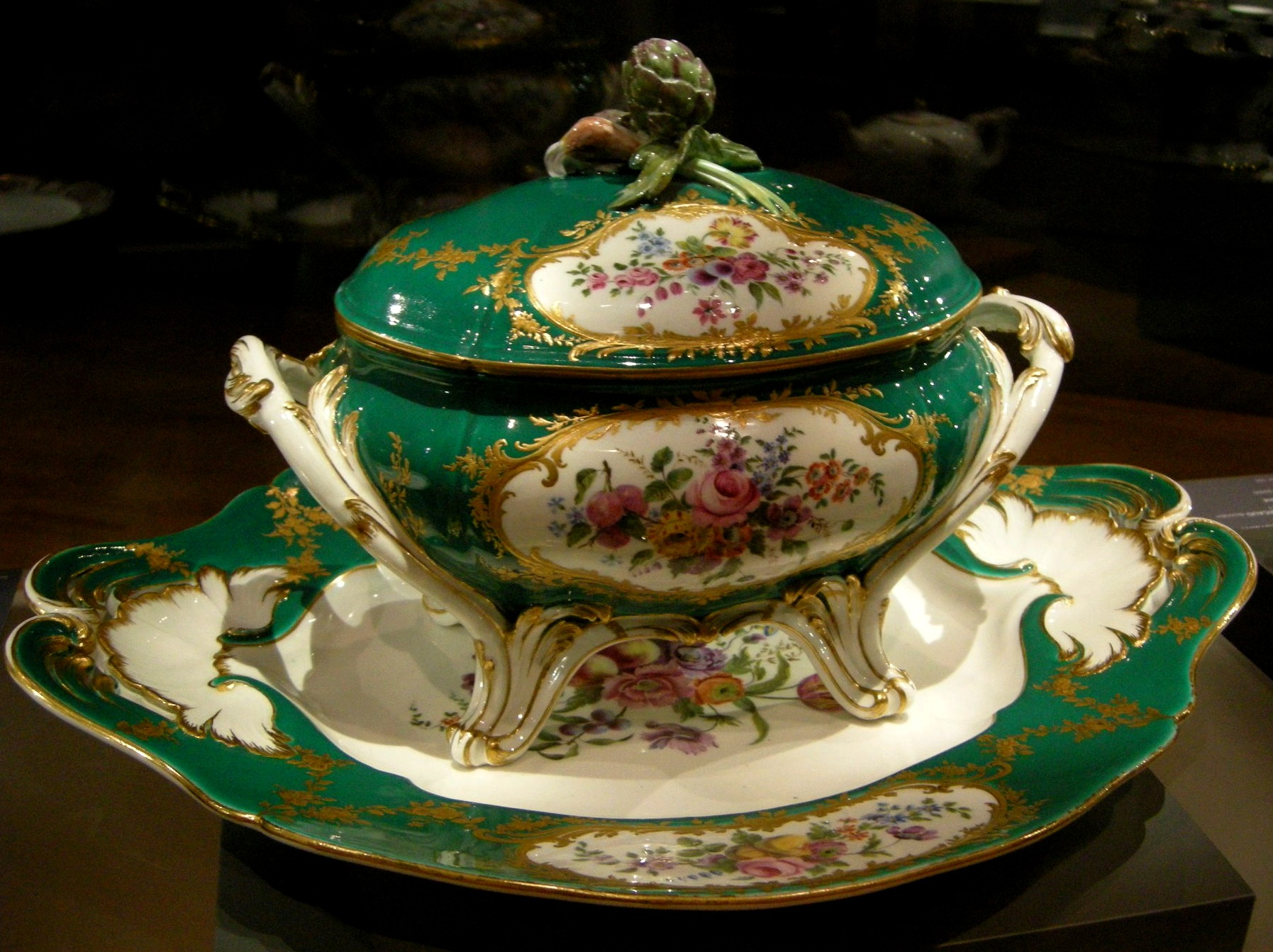
Soupière par Jacques-François Micaud (1732/1735-1811), Sèvres. musée national du Victoria, Australie.

### La porcelaine tendre

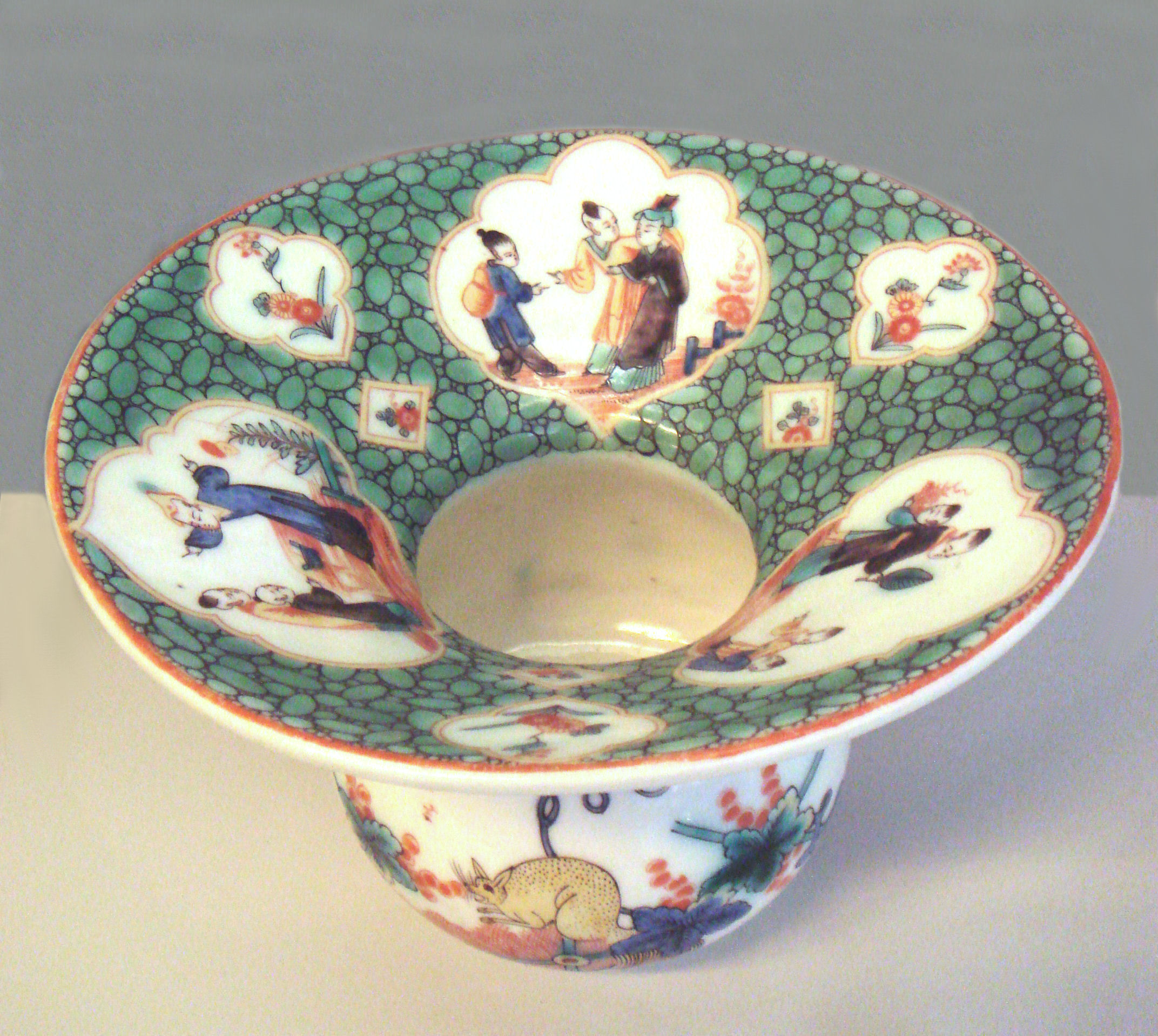
Bol à décor chinois, porcelaine tendre de Saint-Cloud, Famille verte 1730-1740, musée des arts décoratifs, Paris

Les premières tentatives des potiers européens pour reproduire ces porcelaines chinoises remontent au XVIIe siècle, à un moment où leur composition était mal comprise et ses matériaux constituants n'étaient pas largement disponibles en Occident. Les premières formulations étaient des mélanges d'argile et de verre pilé ou fritte. La stéatite ou la chaux furent également incorporées dans certaines compositions. Ces premières porcelaines occidentales sont nommées porcelaines tendres. Malgré leurs imperfections techniques, elles participèrent à l'essor des manufactures anglaises et françaises (Chelsea, Vincennes, Chantilly, Saint-Cloud…). Les porcelaines tendres sont d'ailleurs couramment dénommées porcelaines anglaises ou porcelaines françaises.

### La porcelaine dure

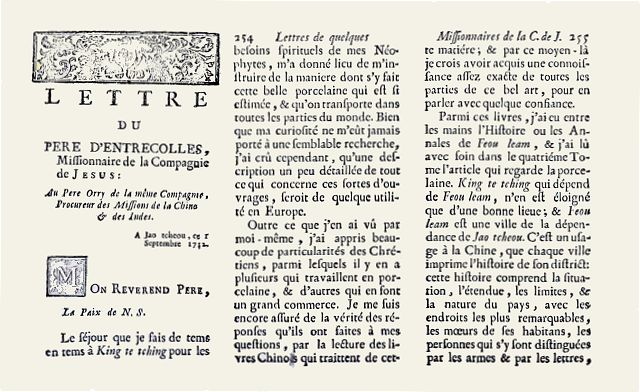
Lettre du père François-Xavier d'Entrecolles décrivant les techniques chinoises de fabrication de la porcelaine, 1712, publiée par Du Halde en 1735.

La première description du processus de production de la porcelaine dure chinoise, et les premiers échantillons de kaolin furent introduits en France en 1712 par le Père d'Entrecolles, un jésuite qui était en poste à Jingdezhen en Chine.
Ehrenfried Walther von Tschirnhaus et Johann Friedrich Böttger découvrirent son procédé de fabrication en 1708 alors qu'ils travaillaient pour la manufacture de Meissen en Allemagne. Alors que des gisements de kaolin avaient été découverts en Saxe dès le début du XVIIe siècle, ce n'est qu'en 1768 que l'on découvrit les gisements de Saint-Yrieix-la-Perche au sud de Limoges, qui permirent enfin de reproduire en France la porcelaine dure. Elle sera connue sous l'appellation porcelaine allemande jusqu'à ce qu'Alexandre Brongniart, directeur de la Manufacture de Sèvres, ne standardise, après 1800, la composition de cette céramique exceptionnellement dure.
Les porcelaines de Sèvres et de Limoges, mondialement connues depuis le XVIIIe siècle, font partie, avec les porcelaines allemandes, chinoises et polonaises, des porcelaines dures les plus fines et les plus réputées.

## Procédés de fabrication
Les procédés furent à l'origine de nature semi-artisanale. Les pièces étaient réalisées par des ouvriers se distribuant dans plus d'une dizaine de catégories : modeleurs, polisseurs, tourneurs, mouleurs, garnisseurs, emballeurs et retoucheuses.
Au XIXe siècle, l'adoption de la technique du coulage d'une pâte fluide dans des moules réalisés en plâtre simplifie considérablement la fabrication des pièces. Les premiers objets fabriqués ainsi présentent parfois un défaut : la suture des parties gauche et droite est visible par un petit bourrelet qui n'a pas été suffisamment aplani.
Aujourd'hui, la fabrication débute par le modelage de pièces en fonction des besoins des chefs de cuisine. Le concept est ensuite travaillé pour obtenir une pièce esthétique réalisée en trois dimensions qui sera utilisée pour la fabrication des moules en plâtre à partir d'une matrice sculptée à la main.

### Préparation de la pâte

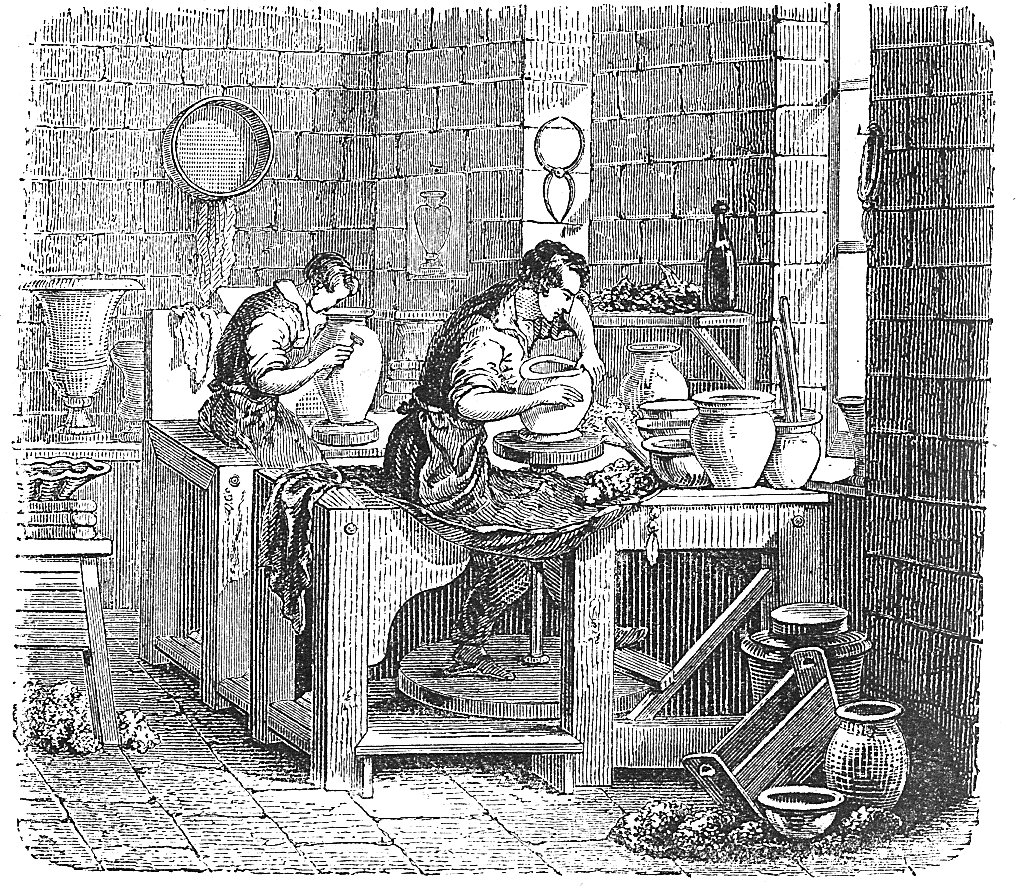
Travail d'ébauchage et de tournassage de la pâte de porcelaine au XIXe siècle

La porcelaine n'est pas issue d'une argile naturelle. Elle est principalement composée d'un mélange de quartz, de feldspath et de kaolin, additionnée d'argile à pipe (ball clay) afin d'augmenter sa plasticité. Le quartz et le feldspath sont réduits en poudre sous l'action de meules en granit, puis moulus dans un cylindre en rotation contenant des galets et de l'eau. Le feldspath permet d'abaisser le point de vitrification de la porcelaine lors de la cuisson.
Ces trois ingrédients sont mélangés à de l'eau de façon à obtenir une pâte plus ou moins liquide adaptée au procédé de fabrication retenu (coulage ou calibrage).

### Coulage ou calibrage
Les pièces sont produites par coulage dans un moule de résine poreux (coulage gravitaire ou sous pression), ou bien par calibrage (la pâte plastique est pressée par un outil contre les parois).

Calibrage d'un plat à la manufacture nationale de Sèvres
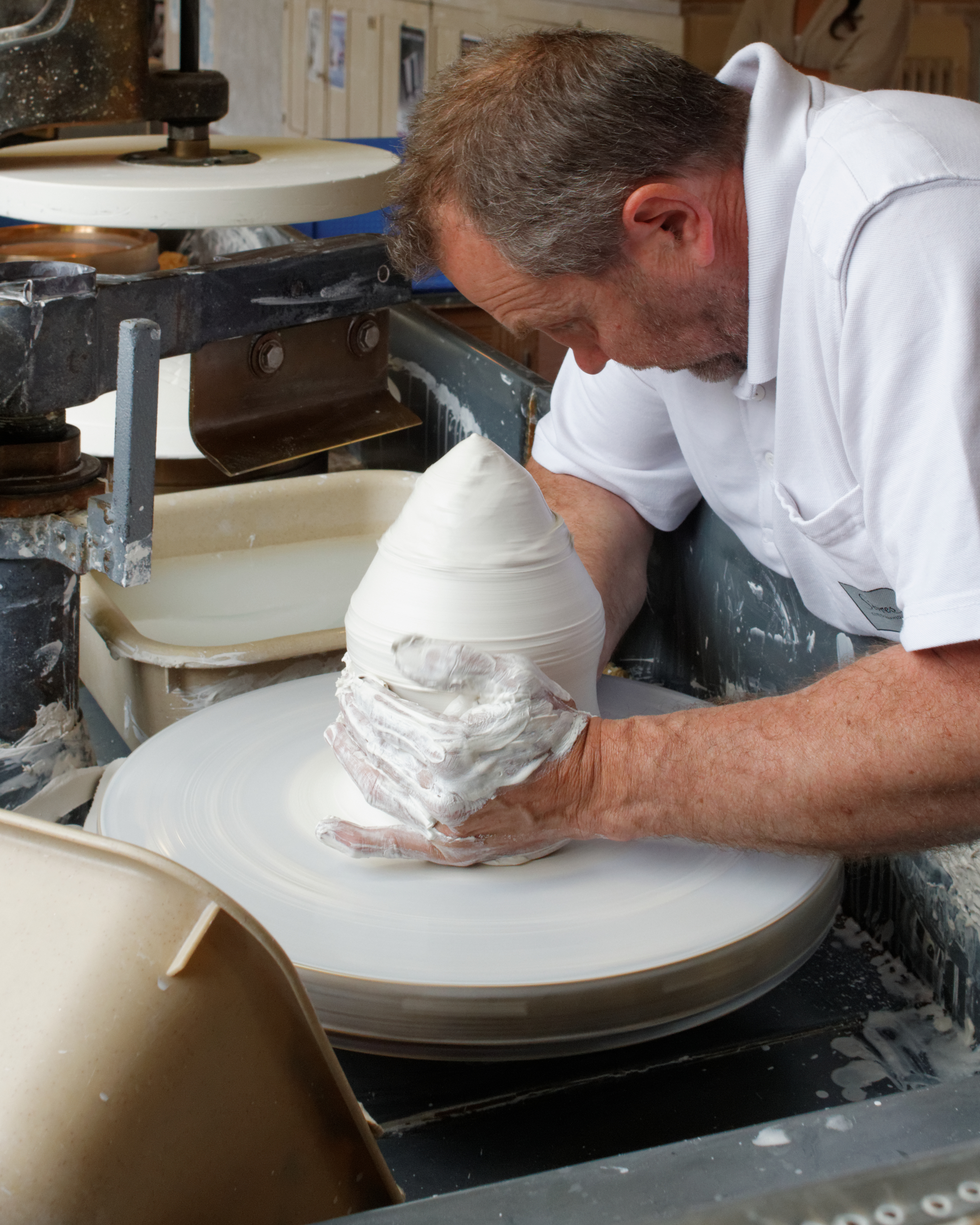
Homogénéisation de la pâte.
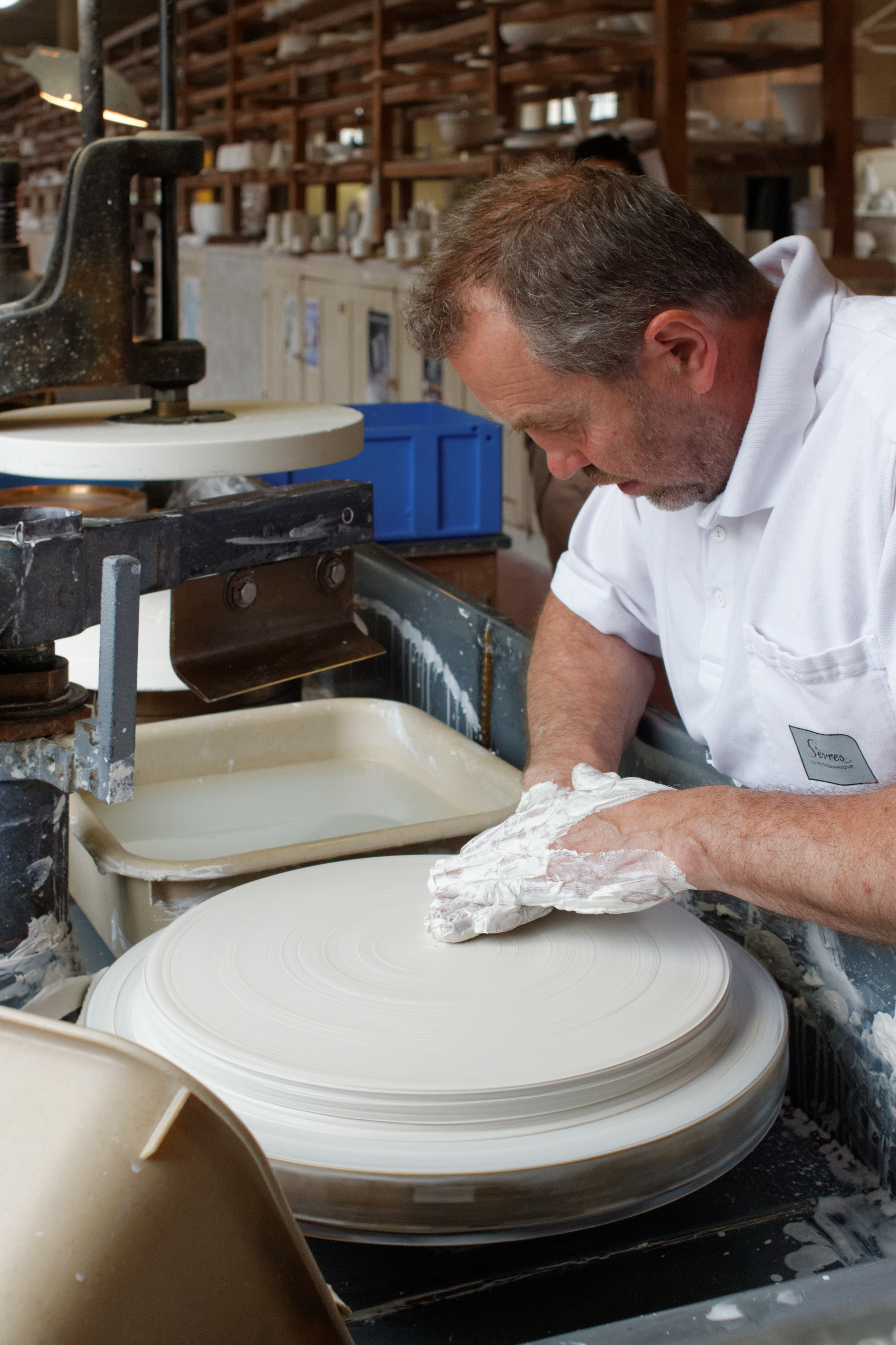
Pâte étalée sur une basane.
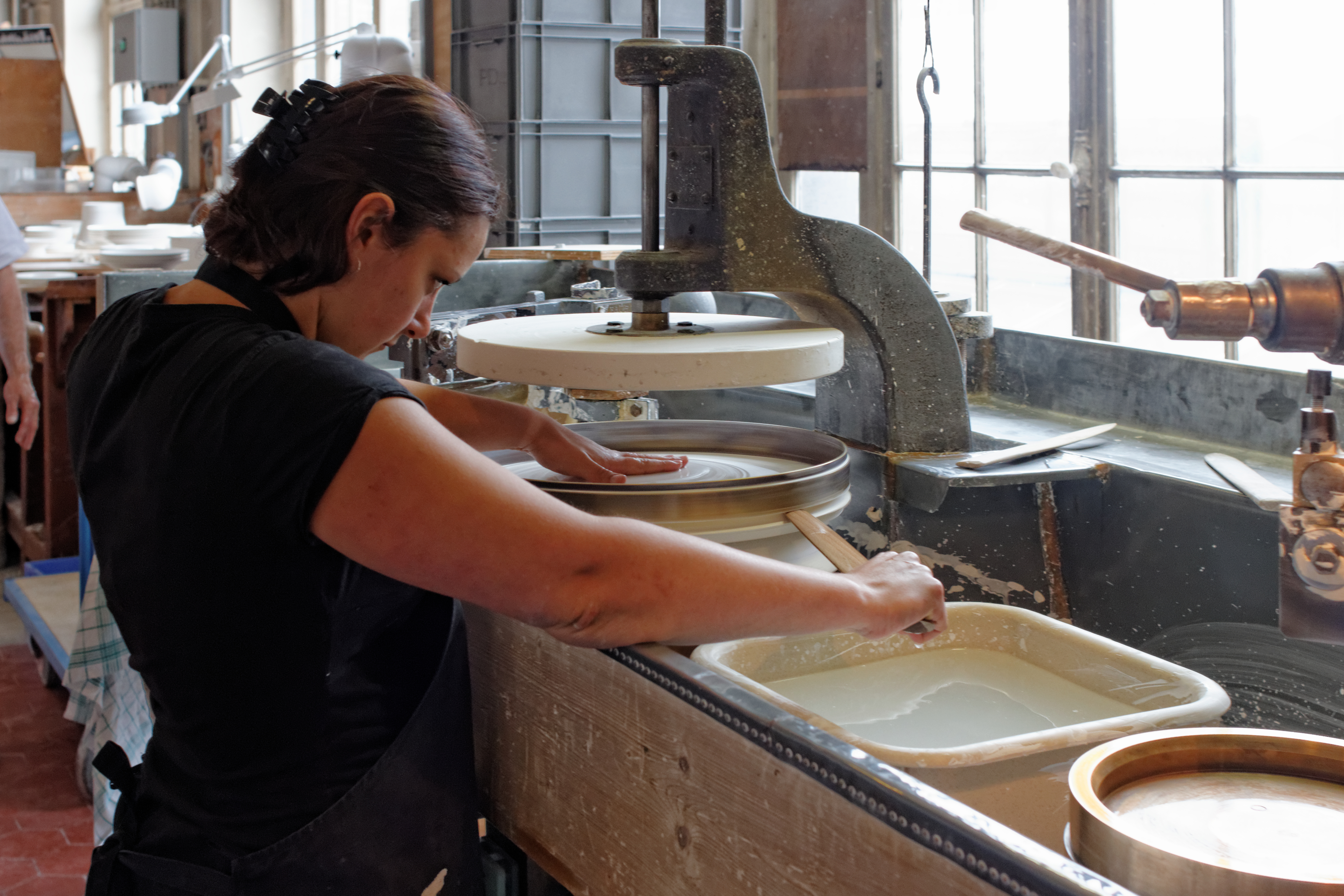
Transfert de la pâte sur le moule.
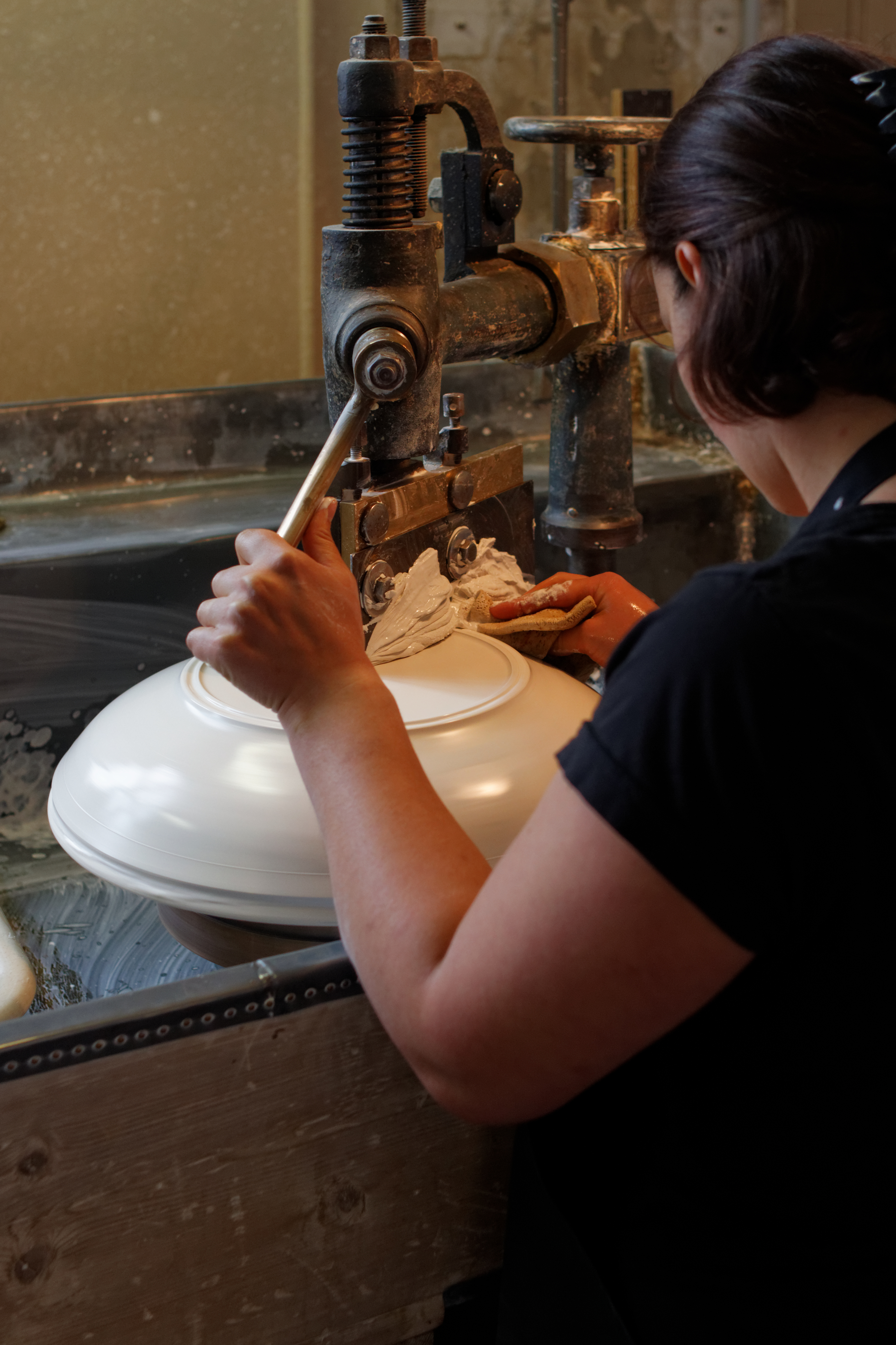
Calibrage.
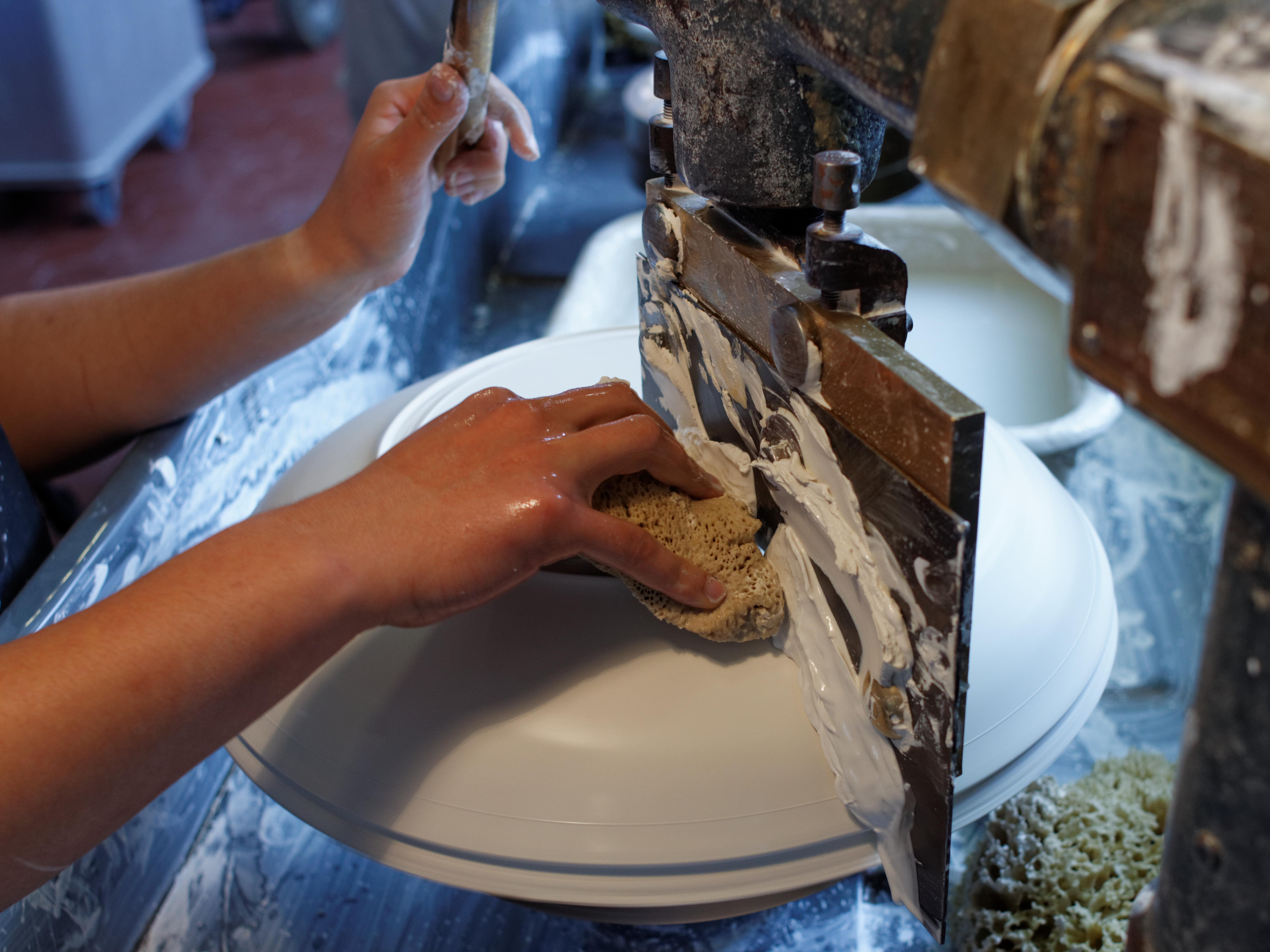
Calibrage.

### Première cuisson

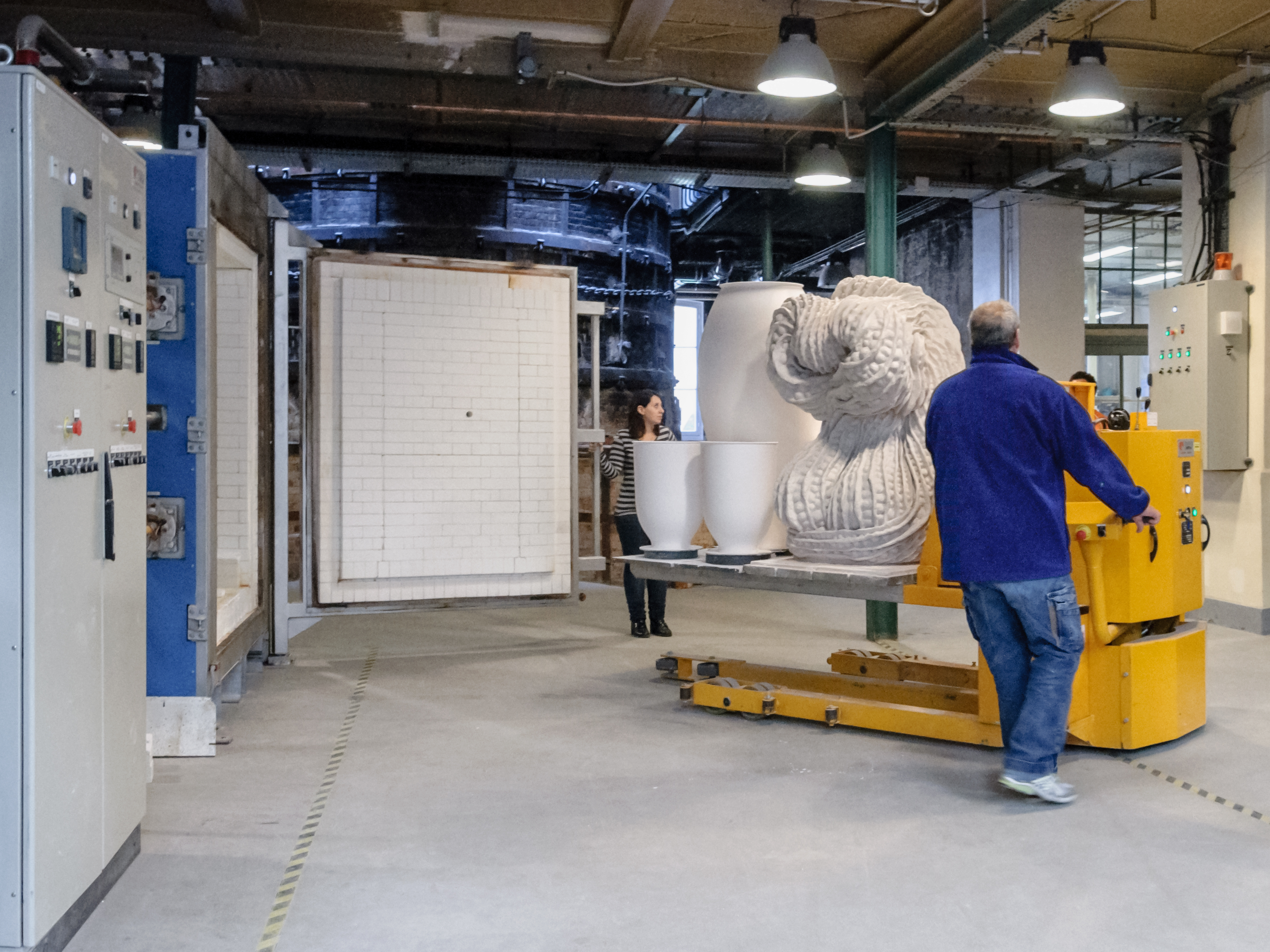
Sortie de four après cuisson de dégourdi, manufacture de Sèvres.

Les pièces ainsi obtenues sont mises à sécher. Après ce séchage, elles subissent une première cuisson en dessous de 1 000 °C. L'objet obtenu, dit dégourdi de porcelaine, est fragile et poreux. Une porcelaine cuite sans émaillage à haute température (de 1 200 à 1 400 °C) est nommée biscuit de porcelaine.

### Émaillage ou vernissage
Cette opération consiste à recouvrir le dégourdi d'un revêtement (émail ou vernis) constitué d'une dispersion aqueuse de pigments métalliques. L'application est réalisée soit par trempage, soit par pulvérisation au pistolet.

### Deuxième cuisson
Le but de cette deuxième cuisson est de transformer l'émail en film vitrifié.
Les véritables porcelaines translucides sont cuites entre 1 260 °C et 1 300 °C, mais certaines porcelaines, contenant plus de kaolin et moins de fondant, ont besoin d'une température de cuisson supérieure (jusqu'à 1 400 °C).
La cuisson est réalisée dans un four tunnel (jusqu'à 70 mètres de longueur) ou un four classique. Cette cuisson à haute température provoque une vitrification en profondeur qui rend indissociables le biscuit et sa glaçure.

### Décoration
Les éléments de décoration peuvent être appliqués à la main, ou sous forme de décalcomanies généralement fabriquées par sérigraphie.
Après application, cette décoration est définitivement fixée sur la pièce par une dernière cuisson.

### Conditions de travail
La fabrication de la porcelaine (et plus généralement la fabrication des objets en céramique) expose les opérateurs à un certain nombre de risques :
- risques physiques
- risques chimiques[6]
- troubles musculo-squelettiques[7]

## Caractères stylistiques
Deux grandes traditions décoratives sont propres à l'art de la porcelaine : les effets de translucidité et les décors à l'or.
La translucidité permet de distinguer rapidement la porcelaine de la faïence. Par exemple, si vous prenez votre objet en céramique et le placez près d’une source lumineuse, vous pourrez vite deviner qu’il s’agit de porcelaine si la lumière passe au travers.
Cette caractéristique de translucidité, qui est propre à la porcelaine, s’explique par la cuisson à très haute température (1200°C). La porcelaine se transforme alors en verre, la rendant translucide.

## Vitro-porcelaine
En 1959, lancement par Villeroy § Boch, à Septfontaines au Luxembourg, de la production de vitro-porcelaine. Grâce à sa robustesse et à sa résistance aux rayures, cette porcelaine sera principalement utilisée dans le secteur de la restauration. Avec Fine Vilbo China, l'entreprise  apportera ultérieurement une nouvelle amélioration associant la blancheur de la porcelaine à l'exceptionnelle solidité de la vitro-porcelaine.

## Dans le monde
Voir aussi la Liste des manufactures et fabricants de porcelaine.

### Allemagne
- Manufacture d'Annaburg

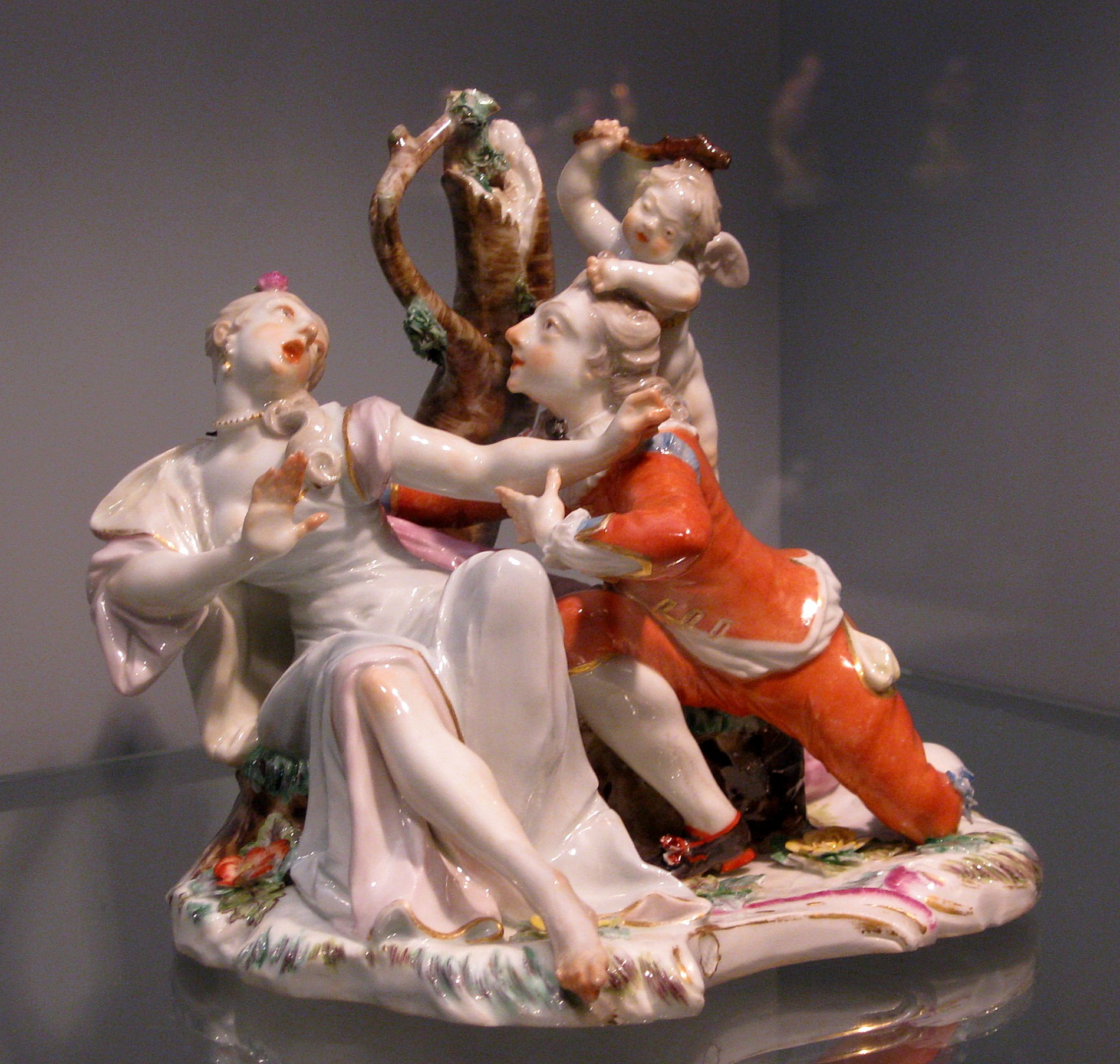
Groupe en porcelaine par Bustelli, Les Amours ardentes, 1760, 14.4 cm. Porcelaine de Nymphenburg.

- Manufacture royale de porcelaine de Berlin (KPM)
- Manufacture de porcelaine de Fürstenberg (Basse-Saxe)
- Porcelaine Gerold (Neue Porzellanfabrik Gerold & Co à Tettau)
- Manufacture de porcelaine de Höchst
- Porcelaine de Ludwigsbourg
- Manufacture royale de porcelaine de Meissen
- Manufacture de porcelaine de Nymphenburg
- Manufacture de porcelaine de Plaue
- Porcelaine de Rudolstadt
- Porcelaine de Saxe
- Manufacture de porcelaine de Scheibe-Alsbach
- Porcelaine de Sitzendorf
- Porcelaine d'Unterweissbach
- Porcelaine de Volkstedt
- Porcelaine de Wallendorf

### Autriche
- Porcelaine de Vienne, manufacture dalementu parc Augarten, (Vienne)

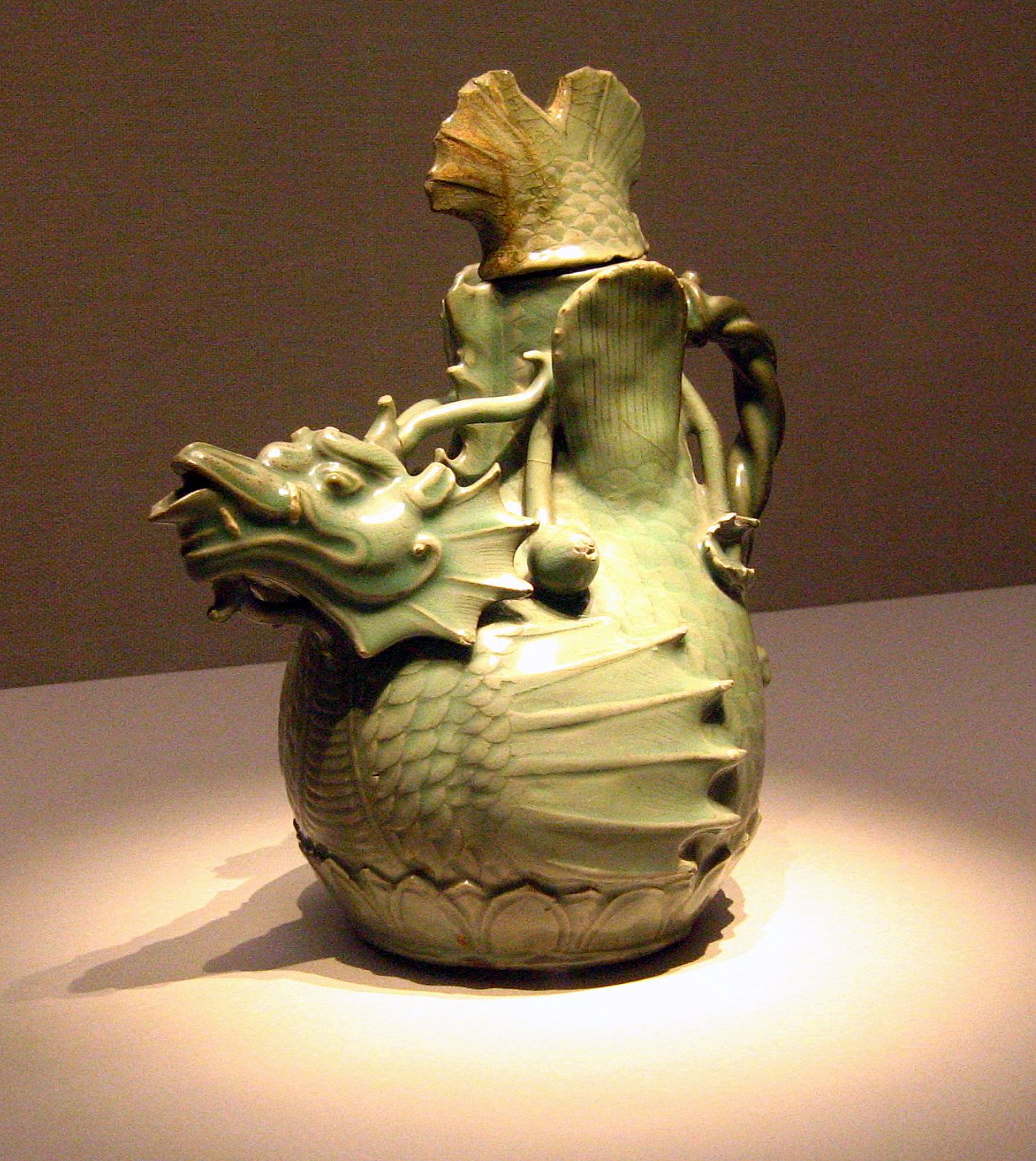
Brûle-encens Coréen en porcelaine céladon, dynastie Goryeo

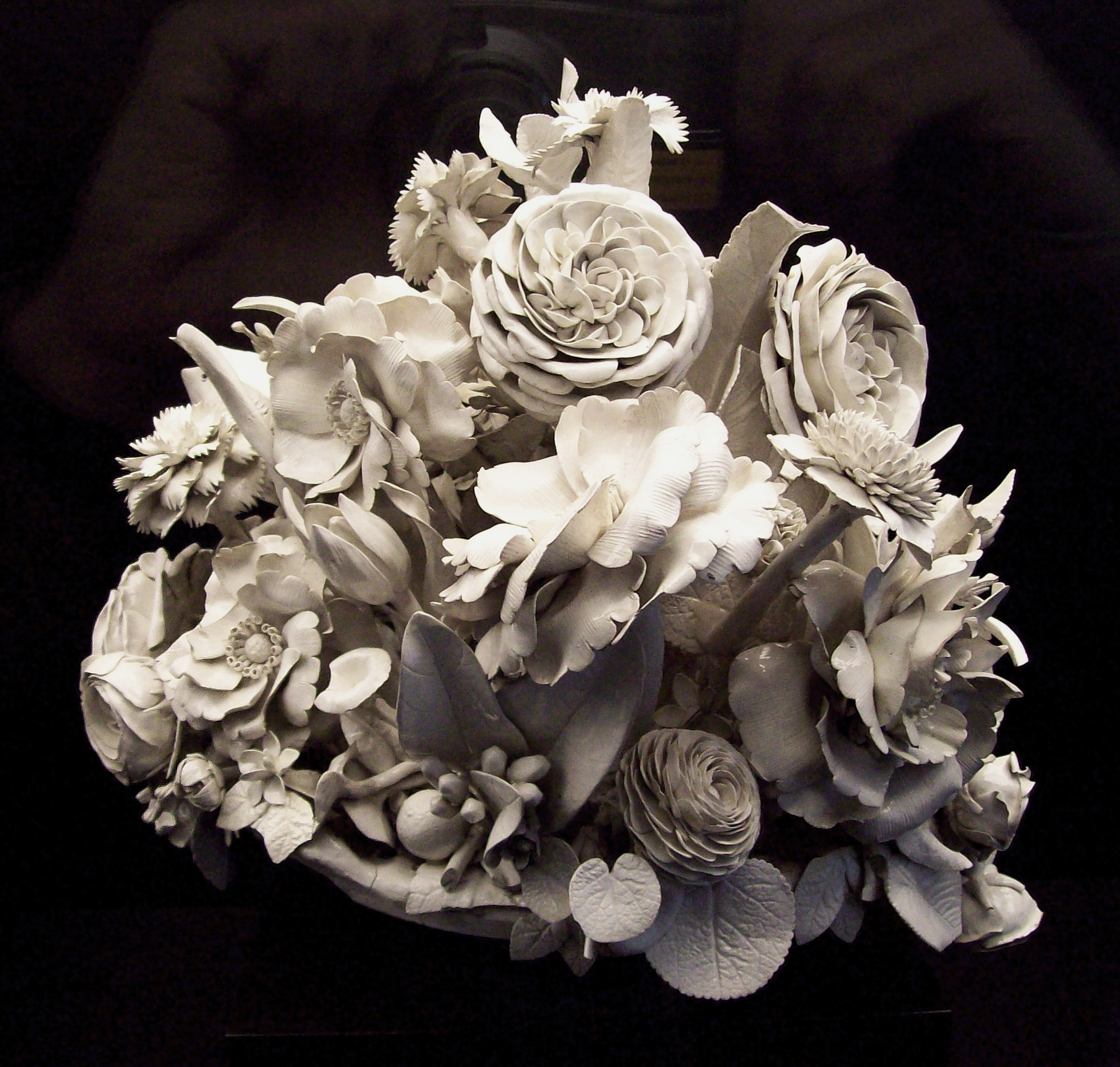
Fleurs de porcelaine (Madrid, XVIIIe siècle)

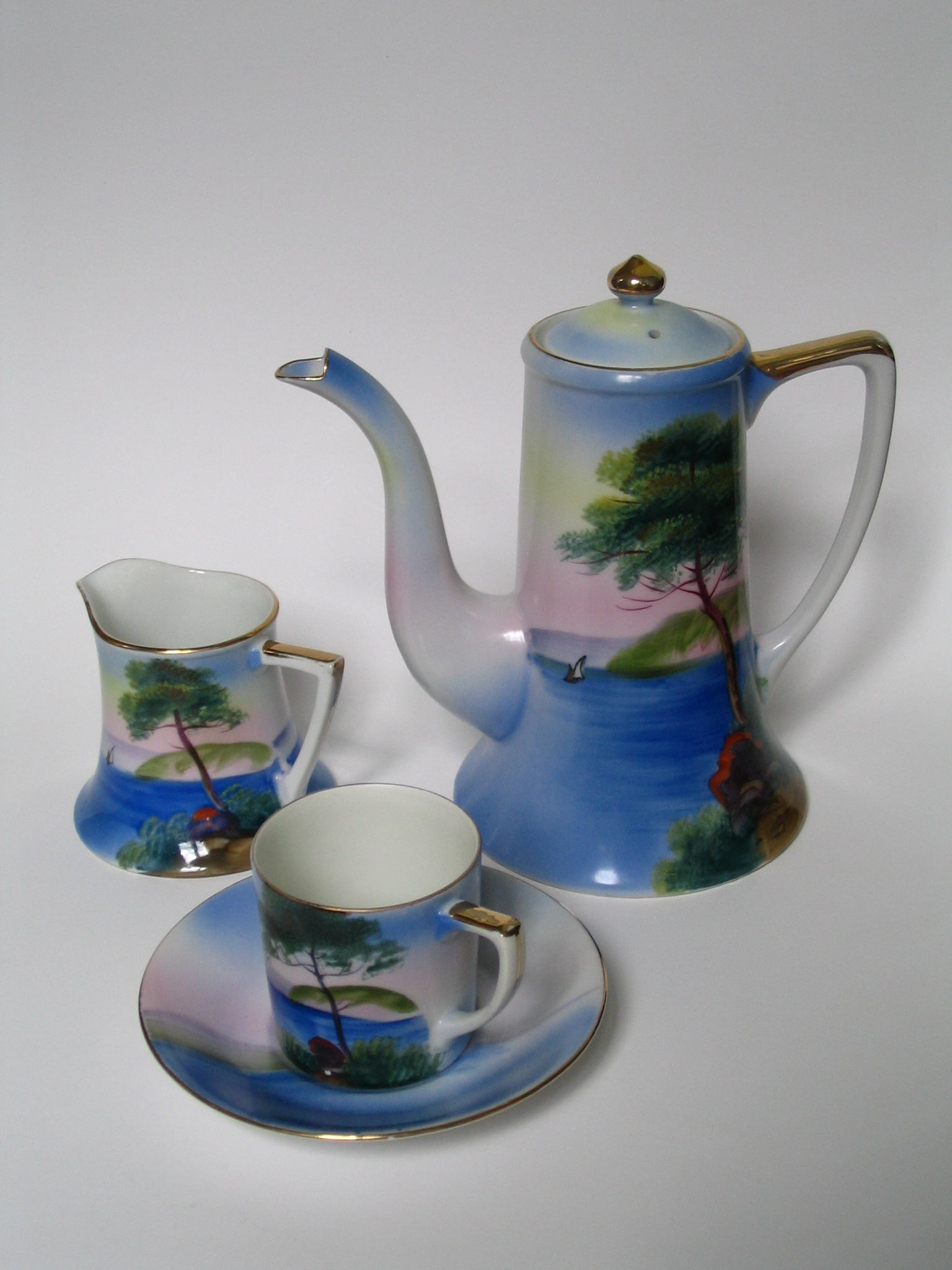
Service à café « Noritake », Japon, vers 1920

### Belgique
- Porcelaine de Tournai
- Porcelaine d'Andenne (spécialité de Derle blanche)
- Porcelaine de Bruxelles (Monplaisir, etc.)
- Porcelaine de Nimy

### Chine
- Porcelaine chinoise
- Production de porcelaine à Jingdezhen

### Corée
- Porcelaine de Corée

### Espagne
- Manufacture royale de faïence et porcelaine d'Alcora, XVIIIe siècle
- Fabrique royale de porcelaine du Buen Retiro (Madrid), 1760–1812
- Porcelaine de Sargadelos
- PORVASAL, fabrication de produits destinés à la restauration

### France
Le décret du 8 février 1978 détermine dans quel cadre et pour quels produits on peut utiliser le terme « porcelaine ».
- Porcelaine de Bayeux
- Porcelaine de Bordeaux, 1787-1790
- Porcelaine de Caen
- Porcelaine de Chantilly
- Porcelaine de Couleuvre
- Porcelaine d'Isigny
- Porcelaine de Lille
- Porcelaine de Limoges
- Porcelaine de Niderviller, 1763
- Porcelaine de Saint-Amand-les-Eaux
- Porcelaine de Sèvres, 1756
- Porcelaine de Sologne, Groupe Deshoulières, 1826
- Porcelaine de Valentine
- Porcelaine de Valognes
- Porcelaine de Vincennes, 1740
- Porcelaine de Chartres-sur-Cher

### Hongrie
- Manufacture de porcelaine Zsolnay, 1853 à Pécs, disparue en 1999
- Manufacture de Herend, XIXe siècle, est toujours en activité
- Manufacture de Hollóháza, XVIIIe siècle, est toujours en activité

### Italie
- Manufacture de Doccia, XVIIIe siècle, est toujours en activité
- Porcelaine Capodimonte, XVIIIe siècle, est toujours en activité

### Japon
- Porcelaine d'Imari
- Porcelaine Noritake

### Pays-Bas
- Porcelaine de Delft (il s'agit en réalité de faïence)

### Pologne
- Chodzież, centre connu depuis le milieu du XIXe siècle.

### Portugal
- Porcelaine de Artibus, Aveiro

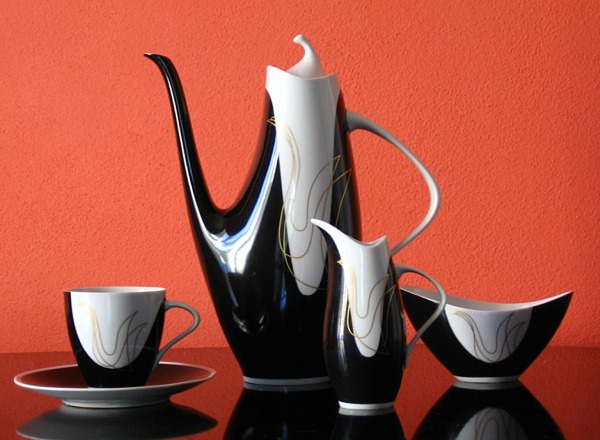
Service à café Elka créé par le designer tchèque Jaroslav Ježek.

- Porcelaine de Electro-Cerâmica do Candal, V. N. de Gaia
- Porcelaine de Sociedade de Porcelanas, Coimbra
- Porcelaine de SPAL, Alcobaça
- Porcelaine de Vista Alegre, Ílhavo

### République tchèque
- Karlovy Vary, en République tchèque, est un important centre de production de porcelaines au typique dessin bleu cobalt sur fond blanc. La principale fabrique porte le nom des Thun, une famille princière de Bohême.

### Royaume-Uni

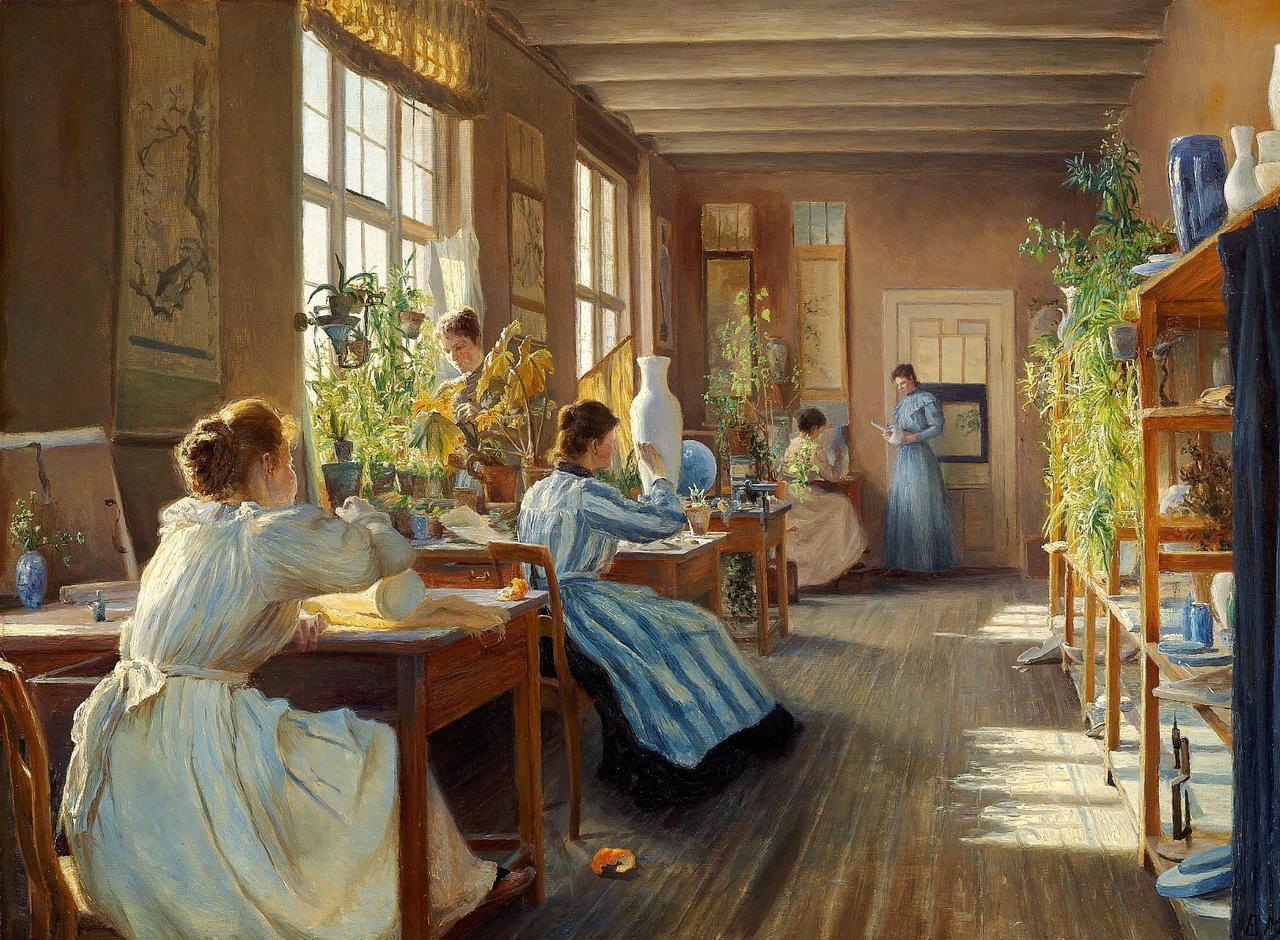

- Porcelaine de Chelsea
- Porcelaine de Stafford

### Russie
- Porcelaine de Lomonossov
- La Fille et la porcelaine

### Suisse
- Porcelaine de Nyon
- Fabrique de porcelaine Langenthal

### Viêt Nam
- Porcelaine de Bát Tràng

## Musées
La plupart des châteaux et palais européens possèdent des collections de porcelaine remarquables. Les musées regroupant majoritairement des collections de porcelaine qui sont incontournables pour comprendre l'esthétique et l'évolution du goût de la porcelaine sont les suivants :
- Deutsches Porzellanmuseum à Hohenberg an der Eger et à Selb[12] (nord de la Bavière proche de la frontière tchèque),
- Collection de porcelaines du grand-duc de Hesse à Darmstadt (Hesse),
- Musée Erkenbert à Frankenthal (Rhénanie-Palatinat),
- Musée de la manufacture royale de porcelaine de Meissen (Saxe),
- Musée de la manufacture de Sèvres,
- Château de Wolfshagen à Groß Pankow (Brandebourg),
- Musée Adrien-Dubouché à Limoges
- Musée Ariana[13], musée suisse de la céramique et du verre, à Genève
- Musée royal de Mariemont[14]

## Symbolique
Les noces de porcelaine symbolisent les 20 ans de mariage dans le folklore français.

### Glossaire
- Aile : bord de l'assiette ou d'un plat qui est séparée du fond (bassin) par le marli.
- Biscuit : porcelaine sans glaçure, cuite au demi-grand feu. Sa surface a l'apparence du marbre. Les premières exécutions en biscuit ont été faites à Sèvres.
- Camaïeu : peinture ton sur ton. Nuances à l'intérieur d'une même gamme de couleurs.
- Chinoiseries : décor de scènes fantaisistes créées par les peintres européens sur la vie des Chinois.
- Colorants : oxydes métalliques. Certains oxydes se dissolvent dans le fondant et présentent un ton très foncé.
- Couteau à palette, ou spatule : sert à la préparation de la couleur. Il est formé d'une lame souple en acier, montée sur manche en bois dur.
- Essence de térébenthine : est obtenue par distillation de la résine de conifères.
- Essence grasse : essence de térébenthine épaissie, partiellement oxydée.
- Filet : ligne très fine d'un millimètre soulignant l'arête de l'assiette.
- Finissage : se dit de la dernière phase d'application du décor tels que les traits d'ombre et la marque.
- Four à moufle : four à conduits de chaleur. Permet de cuire les porcelaines en les protégeant de l'action directe des flammes et des retombées de cendres.
- Fritte : pâte vitrifiable composée de différents éléments (à demi-translucide).
- Glaçure (ou émail) : couche supérieure vitrifiable formée des mêmes éléments que la masse de porcelaine mais dans un dosage différent. Le biscuit est plongé dans un bain de glaçure, rarement pulvérisée.
- Glaçure stannifère : couche blanche couvrante, à base d'étain, élément essentiel de la fabrication de la faïence et de la porcelaine de Chantilly.
- Kakiémon : nom d'une famille de potiers japonais actifs entre 1680 et 1720, dont les motifs décoratifs furent copiés pendant longtemps, plus particulièrement à Meissen, en Saxe, en raison de l'harmonie de leurs compositions et de leurs coloris.
- Manufacture : production artisanale (à la main) par opposition à fabrique industrielle.
- Marli : partie séparant le fond (bassin) de l'aile d'une assiette ou d'un plat.
- Miroir (ou bassin) : partie centrale de l'assiette.
- Palette de verre : sert à la préparation de la couleur. Un verre à vitre peut suffire. On doit le remplacer dès qu'il devient mat, pour éviter l'usure des pinceaux.
- Peinture sous glaçure : est appliquée directement sur le biscuit puis est glaçurée et cuite.
- Porcelaine dure : céramique de la meilleure qualité, à base de kaolin. Elle est blanche, mince et translucide (Sèvres, Limoges).
- Porcelaine tendre : cuite à plus basse température que la porcelaine dure, sa pâte ne comporte pas de kaolin. Elle permet donc l'usage de couleurs sous couverte beaucoup plus variées (Chantilly, Saint-Cloud).
- Tournette : petit tour de table utilisé pour tracer les lignes, bordures, bandes, filets et rubans.